# Ginnekenmarkt

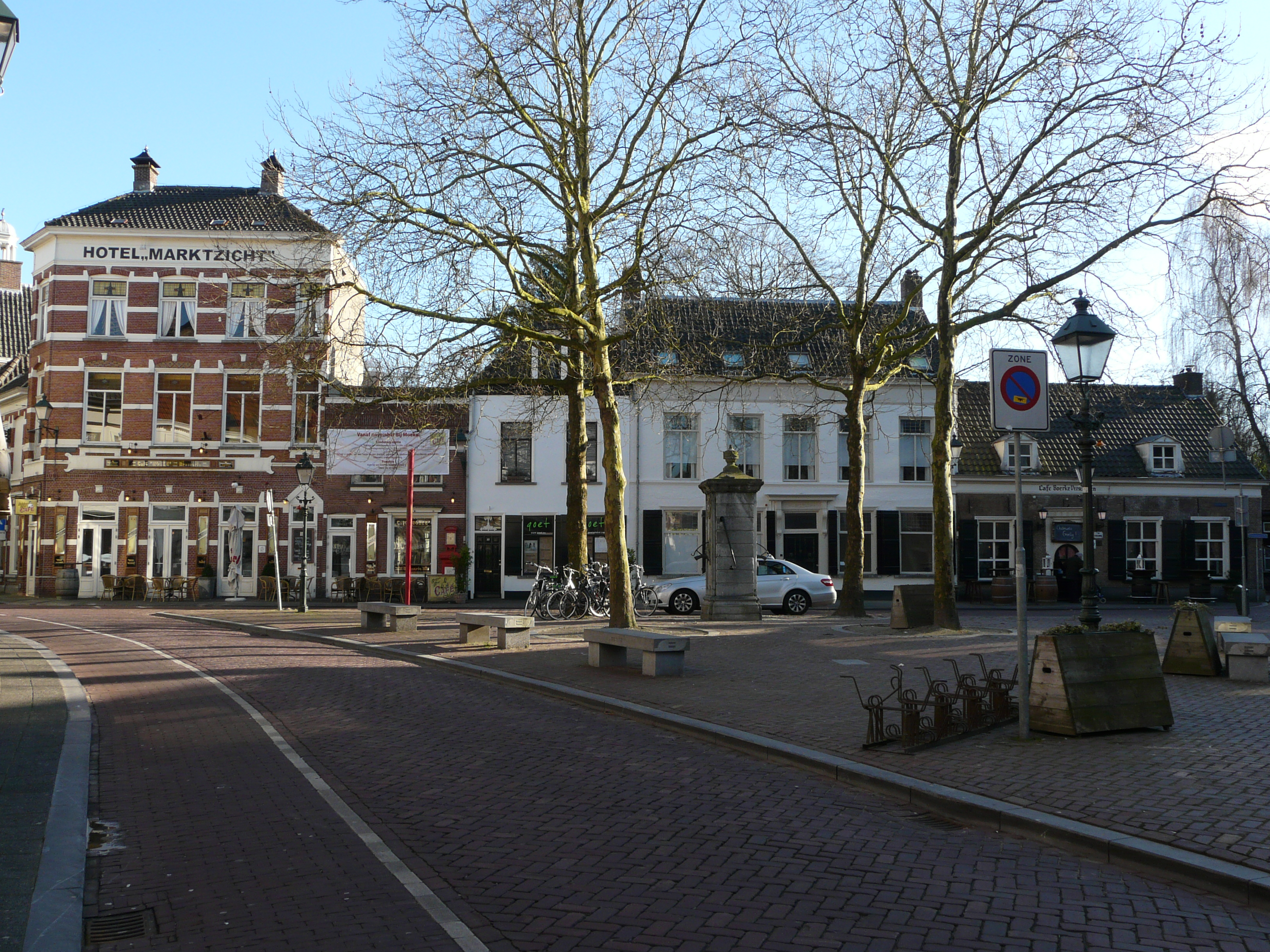
Ginnekenmarkt

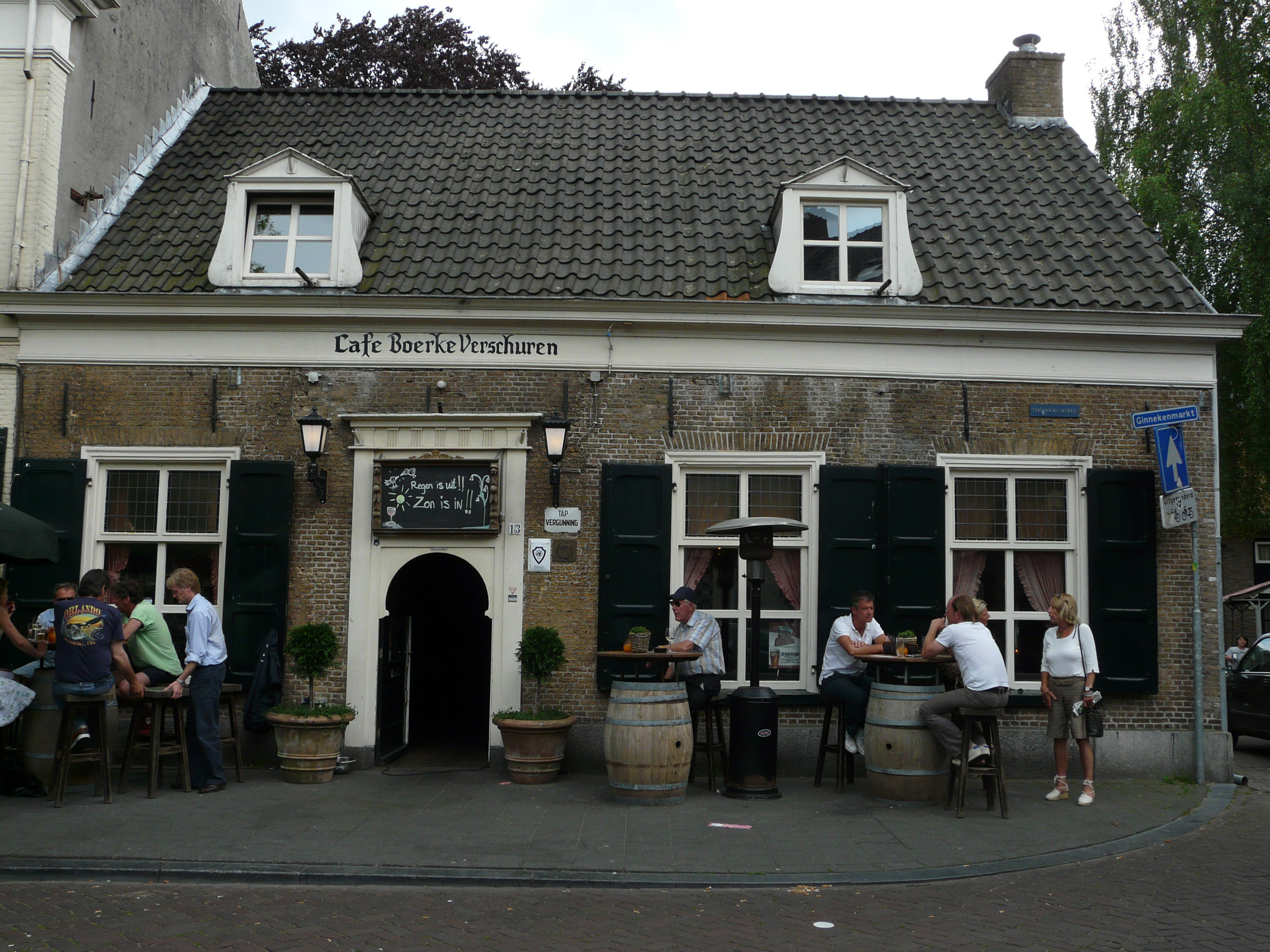
Cafe Boerke Verschuren

Ginnekenmarkt is een centraal pleintje in het Ginneken in het zuiden van Breda.

## Geschiedenis
Voorheen werd hij aangeduid als Plaatse. In 1877 heette het Marktplein. Na de annexatie van 1942 werd het Ginnekenmarkt genoemd, om verwarring met de Grote Markt in Breda te voorkomen.
In 1990 was de dorpspomp 200 jaar oud.

## Huidige functie
De markt vormt het middelpunt van het Ginneken tijdens de zomer en tijdens evenementen. Dichtbij ligt de 15e-eeuwse Laurentiuskerk. Het is een driehoekig pleintje met een dorpspomp. De Ginnekenweg komt uit op de Ginnekenmarkt.
Langs de Ginnekenmarkt bevinden zich enkele horecagelegenheden met in de zomer terrassen. Aan de overzijde zijn makelaars en winkels gevestigd.

## Galerij

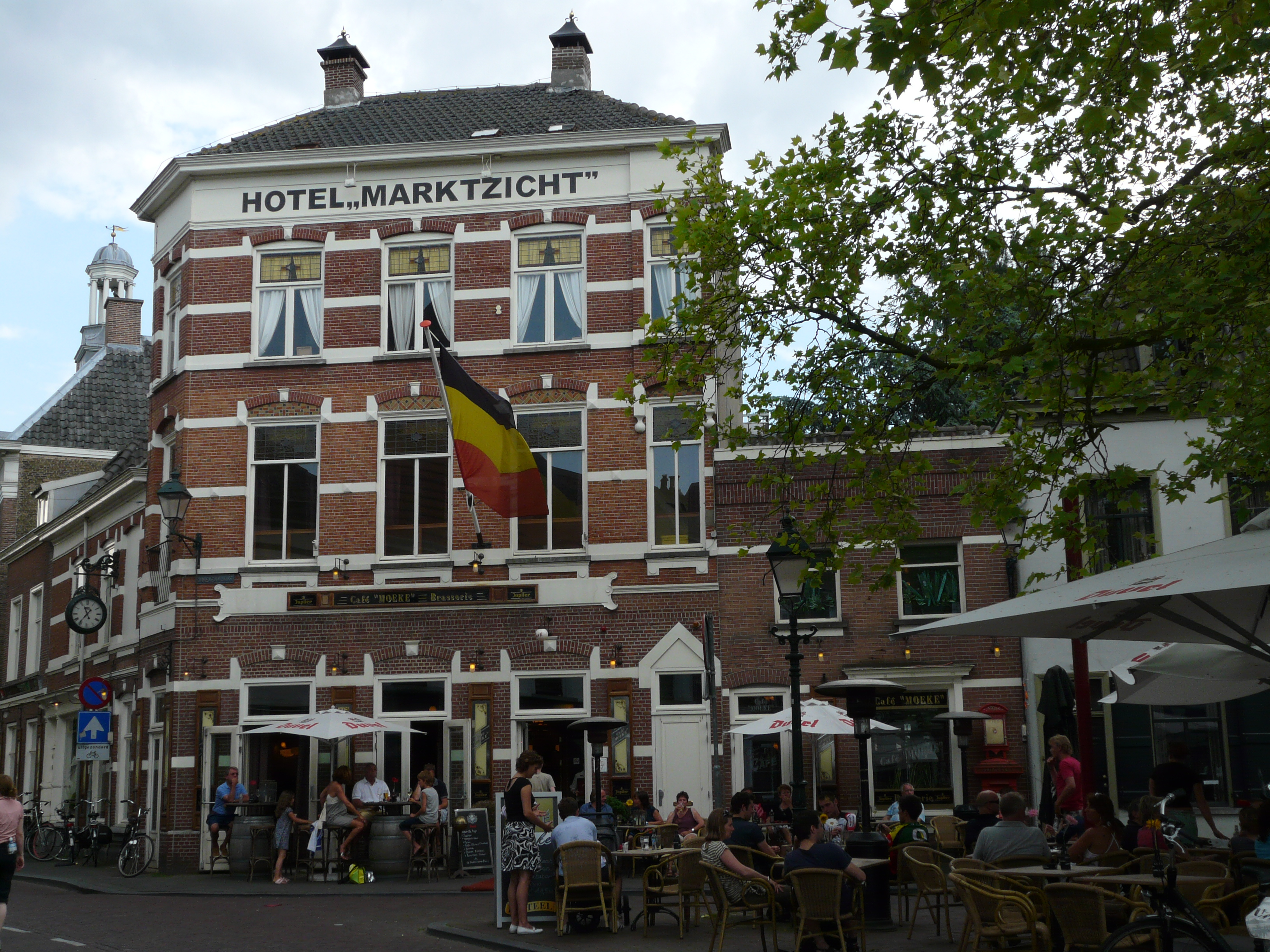
Hotel Marktzicht
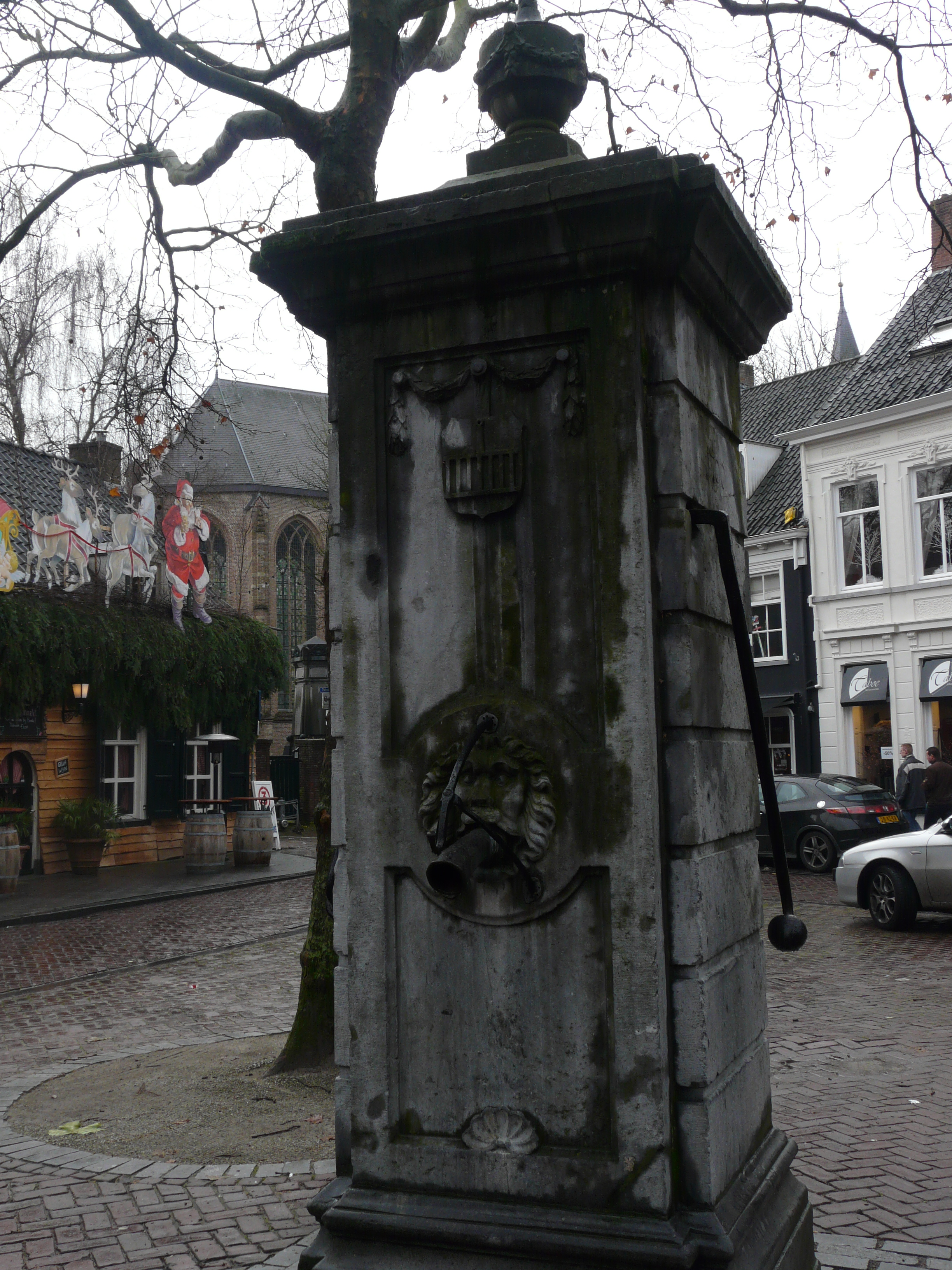
dorpspomp
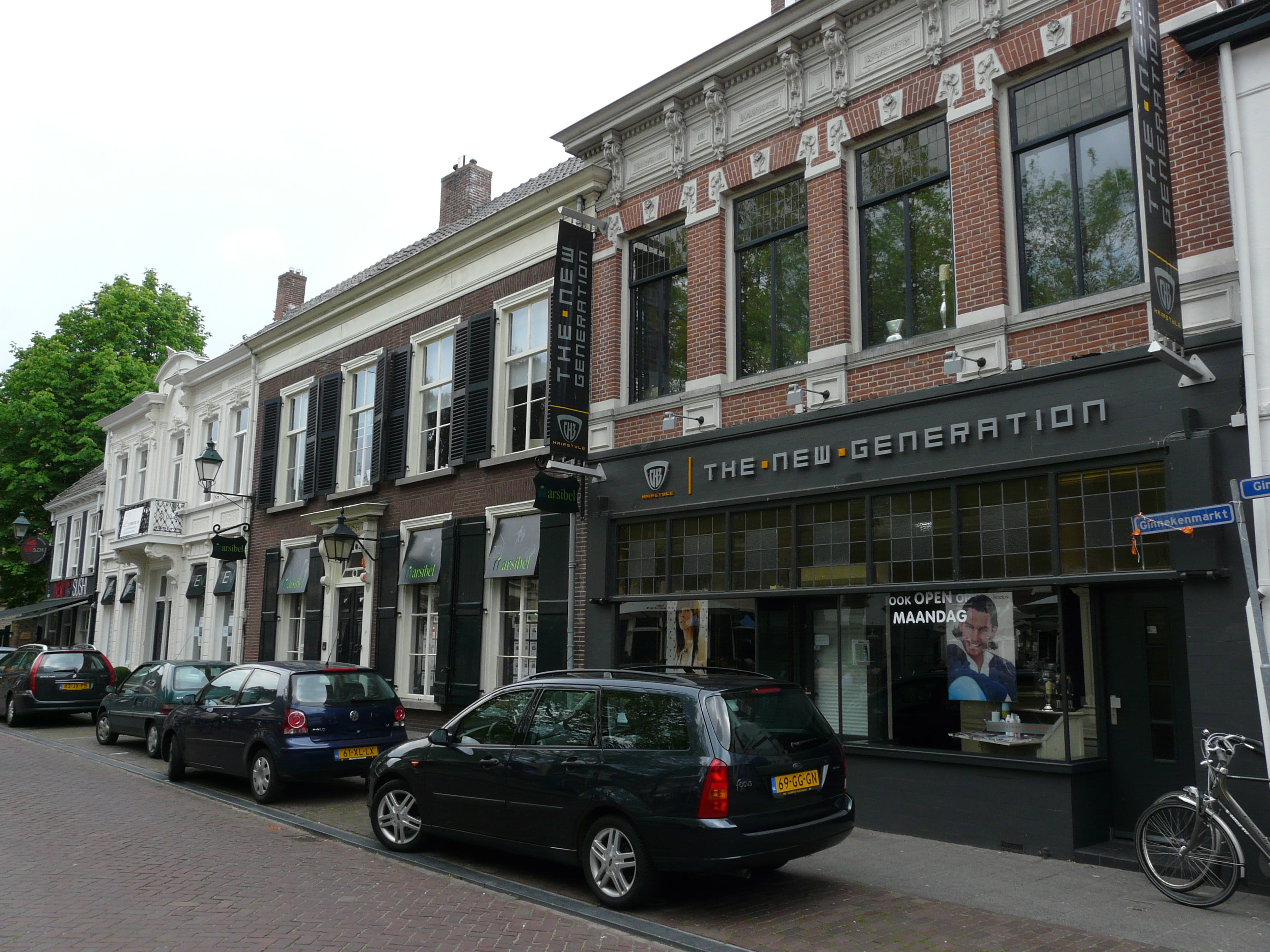
Ginnekenmarkt